# Dorothy Eady
Dorothy Louise Eady, també coneguda com a Omm Sety o Om Seti (Blackheath, Londres, Regne Unit, 16 de gener de 1904 - Al-Araba al-Madfuna, Egipte, 21 d'abril de 1981), va ser guardiana del temple de Seti I a Abidos i delineant del Consell Suprem d'Antiguitats. És especialment coneguda per la seva creença que en una vida anterior havia estat sacerdotessa a l'antic Egipte, així com per les seves considerables investigacions històriques a Abidos. La seva vida i obra ha estat objecte de molts articles, documentals de televisió i biografies.

## Primers anys
Dorothy Louise Eady va néixer a Londres el 1904 en el si d'una família irlandesa de classe mitjana-baixa com a filla única de Reuben Ernest Eady, mestre sastre, i Caroline Mary (Frost) Eady, i criada en una ciutat costanera. Als tres anys, després de caure per un tram d’escales, va començar a mostrar comportaments estranys, demanant que la "portessin a casa". També havia desenvolupat la síndrome de l'accent estranger. Això va causar cert conflicte en els seus primers anys. La seva professora de l'escola dominical va demanar als seus pares que l’allunyessin de la classe, perquè havia comparat el cristianisme amb la religió egípcia antiga “pagana”. Va ser expulsada d'una escola de noies de Dulwich després de negar-se a cantar un himne que demanava a Déu que "maleís als antics egipcis". Les seves visites regulars a la missa catòlica, que li agradaven perquè la recordava a la "vella religió", van ser finalitzades després d'un interrogatori i una visita als seus pares per part d'un sacerdot.
Després de ser portada pels seus pares a visitar el Museu Britànic, i en observar una fotografia a la sala d'exposicions de temples egipcis, la jove Eady va cridar "Això és casa meva! Però on són els arbres? On són els jardins?". El temple era el de Seti I, el pare de Ramsès el Gran. Va córrer pels passadissos de les habitacions egípcies, "entre els seus pobles", besant els peus de les estàtues. Després d’aquest viatge, va aprofitar totes les oportunitats per visitar les sales del Museu Britànic. Allà, finalment va conèixer E. A. Wallis Budge, que es va sentir atret pel seu entusiasme juvenil i la va animar a l'estudi dels jeroglífics.
Després d'una fuga ràpida durant un bombardeig durant la Primera Guerra Mundial, es va traslladar a casa de la seva àvia a Sussex (Anglaterra). Aquí va continuar el seu estudi de l'antic Egipte a la biblioteca pública d'Eastbourne. Quan tenia quinze anys, va descriure una visita nocturna de la mòmia del faraó Seti I. El seu comportament, juntament amb el son i els malsons, la van portar a ser reclosa diverses vegades en sanatoris. En sortir de l'escola als setze anys, va visitar museus i jaciments arqueològics de Gran Bretanya, facilitat per les investigacions del seu pare sobre la indústria cinematogràfica en auge a tot el país.
Eady es va convertir en estudiant a temps parcial a l'Escola d'Art de Plymouth i va començar a col·leccionar antiguitats egípcies assequibles. Durant la seva etapa a Portsmouth, va formar part d’un grup de teatre que de vegades representava una obra basada en la història d'Isis i Osiris. Va prendre el paper d’Isis i va cantar el lament per la mort d’Osiris, basat en la traducció d'Andrew Lang:
| Anglès Sing we Osiris dead, lament the fallen head; The light has left the world, the world is grey. Athwart the starry skies the web of darkness lies; Sing we Osiris, passed away. Ye tears, ye stars, ye fires, ye rivers shed; Weep, children of the Nile, weep – for your Lord is dead. | Català Cantem Osiris mort, lamentem el cap caigut; La llum ha deixat el món, el món és gris. Controla els cels estelats la xarxa de les tenebres; Cantem nosaltres Osiris, mort. Les vostres llàgrimes, vostres estrelles, vostres focs, vostres rius vessats; Ploreu, fills del Nil, ploreu, perquè el vostre Senyor ha mort. |

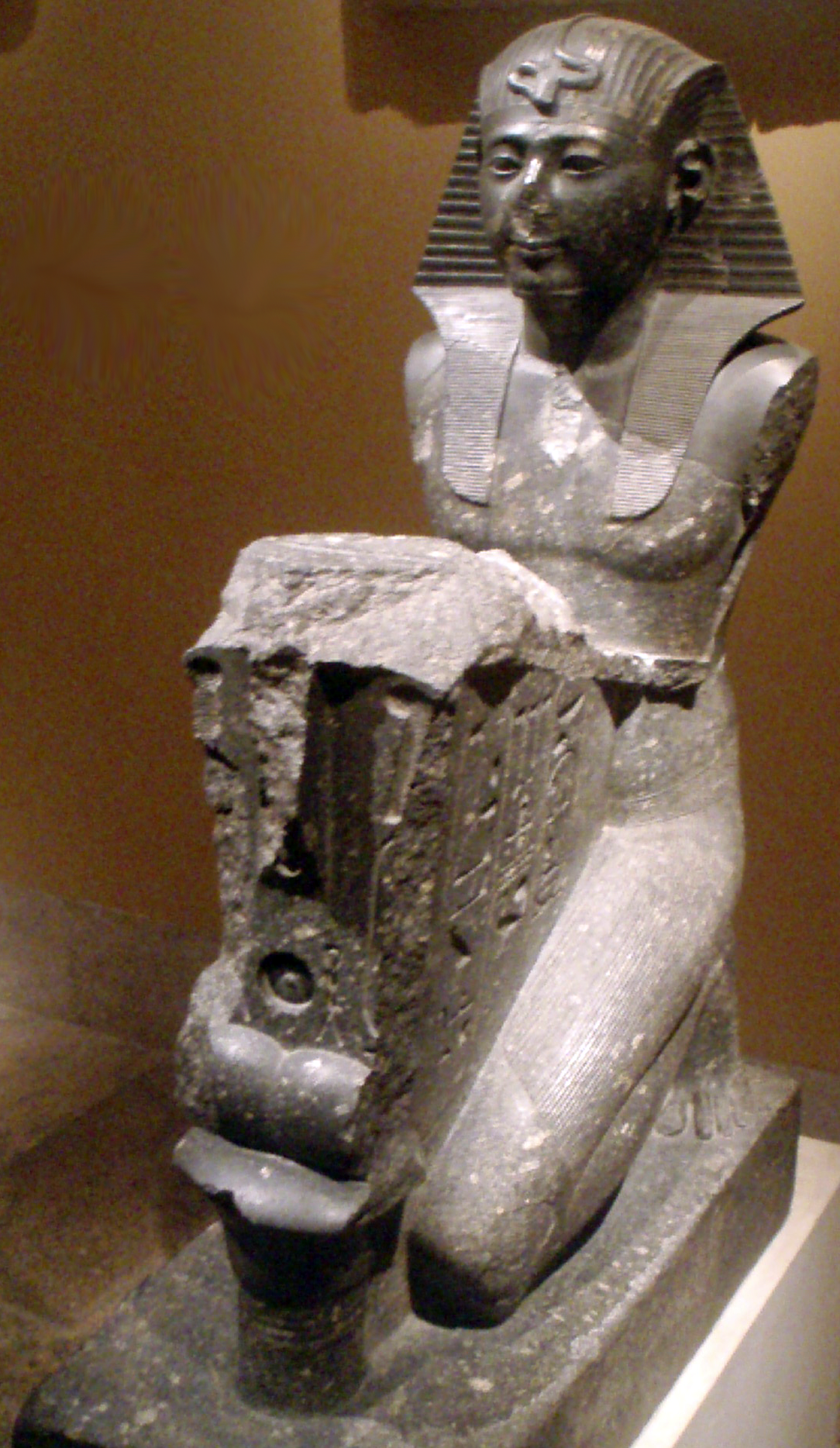
Seti I fent una ofrena al déu Osiris.

Als vint-i-set anys, va començar a treballar a Londres en una revista egípcia de relacions públiques, per a la qual va escriure articles i va dibuixar vinyetes que reflectissin el seu suport polític a un Egipte independent. Durant aquest període, va conèixer el seu futur marit Eman Abdel Meguid, un estudiant egipci, amb qui va estar en contacte per correspondència quan va tornar a casa.

## Trasllat a Egipte
Al 1931 es va traslladar a Egipte després que Emam Abdel Meguid, ja professor d'anglès, li va demanar que es casés amb ell. En arribar a Egipte, va besar el terra i va anunciar que havia tornat a casa per quedar-s'hi. La parella es va quedar al Caire i la família del seu marit li va donar el sobrenom de "Bulbul" (rossinyol). Llur fill es va dir Sety, del qual deriva el seu popular nom 'Omm Sety' ("Mare de Sety" en àrab). Després d'una reunió casual amb el secretari de George Reisner, que va comentar la seva aparent capacitat per encantar serps i li va dir que els encanteris sobre aquests poders eren a la literatura antiga de l'antic Egipte, Omm Sety va visitar la piràmide d'Unas de la Dinastia V d'Egipte. Klaus Baer va recordar la seva pietat quan el va acompanyar en una visita a Saqqara a principis dels anys cinquanta, quan va portar una ofrena i es va treure les sabates abans d’entrar a la piràmide d’Unas. Va continuar informant d'aparicions i experiències extracorporals durant aquest temps, que van causar friccions amb la família de classe mitjana-alta amb la qual s'havia casat.

### La història de la seva vida d’Hor-Ra
Durant el seu primer període, va informar de les visites nocturnes d'una aparició d'Hor-Ra. Poc a poc li va dictar, durant un període de dotze mesos, la història de la seva vida anterior. La història ocupava unes setanta pàgines de text jeroglífic cursiu. Descrivia la vida d'una dona jove a l'antic Egipte, anomenada Bentreshyt, que s'havia reencarnat en Dorothy Eady. Bentreshyt ("Arpa de l'alegria") es descriu en aquest text com a d'origen humil, la seva mare era venedora de verdures i el seu pare un soldat durant el regnat de Seti I (c. 1290 aC a 1279 aC). Quan tenia tres anys, la seva mare va morir i la van col·locar al temple de Kom al-Sultan perquè el seu pare no podia permetre's cuidar-la. Allà, va ser criada per ser sacerdotessa. Quan tenia dotze anys, el gran sacerdot li va preguntar si volia sortir al món o quedar-se i convertir-se en una verge consagrada. En absència d'una comprensió completa i sense una alternativa pràctica, va prendre els vots.
Durant els dos anys següents, va aprendre el seu paper en la representació anual de la passió i la resurrecció d'Osiris, un paper que només podien exercir les sacerdotesses verges consagrades a Isis. Un dia, Seti va visitar-la i va parlar amb ella. Es van convertir en amants, menjant "l'oca sense cuinar", un antic terme egipci que s'ha comparat amb "menjar la fruita prohibida". Quan Bentreshyt es va quedar embarassada, li va dir al gran sacerdot qui era el pare. El gran sacerdot li va informar que la gravetat del delicte contra Isis era tan terrible que la pena més probable seria la mort en un judici. No volent enfrontar-se a l'escàndol públic per Seti, es va suïcidar en lloc de fer el judici.

## Treballs amb Selim Hassan i Ahmed Fakhry
Al 1935, Dorothy Eady es va separar del seu marit quan va començar a treballar com a docent a l'Iraq. El seu fill Sety es va quedar amb ella. Dos anys després del trencament del matrimoni, va anar a viure a Nazlat al-Samman, a prop de les piràmides de Guiza, on va conèixer l'arqueòleg egipci Selim Hassan del Departament d'Antiguitats, que la va contractar com a secretària i delineant. Va ser la primera empleada del departament i va ser una benedicció per a Hassan. Segons Barbara Lesko, "va ser de gran ajuda per als erudits egipcis, especialment Hassan i Fakhry, corregint el seu anglès i escrivint articles en anglès per a altres persones. Així, aquesta anglesa poc educada es va convertir a Egipte en una delineant de primera categoria, prolífica i amb talent d'escriptora que, fins i tot amb el seu propi nom, va produir articles, assajos, monografies i llibres de gran abast, enginy i substància".
A través del seu gran interès per les antiguitats, va conèixer i va fer amistat amb molts dels famosos egiptòlegs de l'època. Omm Seti va fer una contribució tan significativa al treball de Hassan que a la seva mort va ser emprada per Ahmed Fakhry durant les seves excavacions a Dashur. L'obra magnífica de Hassan, Excavations at Giza, de deu volums, atorga a Dorothy Eady "una menció especial, amb un sincer agraïment" per la seva tasca d'edició, dibuix, indexació i correcció. Va aprendre d'aquests estudiosos les tècniques de l'arqueologia, mentre que es van beneficiar de la seva experiència en jeroglífics i dibuix.
Durant aquest temps pregava, feia ofrenes freqüents als déus de l'antic Egipte i sovint passava la nit a la Gran piràmide. Eady es va convertir en objecte de xafarderies del poble perquè feia oracions i ofrenes nocturnes a Horus a la Gran Esfinx. Tot i així, els vilatans també la van respectar per la seva honestedat en no ocultar la seva veritable fe en els déus egipcis. Era sensible a les observances religioses d'altres persones, i dejunava amb els vilatans musulmans durant el Ramadà i celebrava Nadal amb els cristians.
Les seves associacions amb els treballadors i les seves famílies li van donar una experiència de primera mà de la vida egípcia contemporània. Va veure un fil conductor que s'unia a tots els períodes de la història egípcia; el faraònic, el grecoromà, el cristià i l'islàmic. Aquest fil era el Nil, que animava la vida de les persones a molts nivells.

## Trasllat a Abidos
El projecte d’investigació de la piràmide de Dashur d’Ahmed Fakhry es va acabar a principis de 1956, deixant a Dorothy Eady a l'atur. Fakhry li va suggerir que "pugés a la Gran Piràmide; i quan arribés al cim, girés cap a l'oest, adreçant-se al seu senyor Osiris i preguntant-li: Quo vadis?" ("a on vas?" en llatí). Va oferir-li l'oportunitat de tenir una feina ben pagada a la Cairo Records Office o un posició mal pagada a Abidos com a delineant. Ella va triar aquesta última opció. Va informar que Seti I va aprovar la mudança. Va afirmar que la "roda del destí" girava i que seria un moment de prova, ja que si ella era casta desfaria l'antic pecat de Bentryshyt.
El 3 de març de 1956, Omm Sety, de cinquanta-dos anys, se'n va anar a Abidos. Es va instal·lar a Al-Araba al-Madfuna, que es troba al bressol de la muntanya Pega-the-Gap. Els antics egipcis creien que aquesta muntanya portava a Amenti i al més enllà. Va ser aquí quan es va començar a dir "Omm Sety", perquè era habitual en els pobles egipcis referir-se a una mare amb el nom del seu fill gran.
Abidos tenia un significat especial per a ella, perquè és on creia que Bentreshyt havia viscut i servit al temple de Seti. Abans havia fet pelegrinatges curts al lloc, durant els quals havia demostrat els seus coneixements avançats. En un d'aquests viatges al temple, l'inspector en cap del Departament d'Antiguitats, que coneixia les seves afirmacions, havia decidit provar-la demanant-li que s'aturés en determinades pintures murals en plena foscor. Se li va indicar que els identifiqués en funció dels seus coneixements previs com a sacerdotessa del temple. Va completar la tasca amb èxit, tot i que els llocs de pintura encara no havien estat publicats en aquest moment.
Va passar els dos primers anys inventariant i traduint peces d’un temple-palau recentment excavat. La seva obra es va incorporar a la monografia d'Edourard Ghazouli "The Palace and Magazines Attached to the Temple of Sety I at Abydos". En aquest treball li va expressar un agraïment especial i va quedar impressionat per les habilitats que va mostrar en la traducció de textos enigmàtics, juntament amb altres membres del Departament d’Antiguitats. Al 1957, va escriure un calendari litúrgic de dies festius basat en textos egipcis antics.
Per a ella, el temple de Seti era un lloc de pau i seguretat on la vigilaven els ulls benèvols dels antics déus egipcis. Omm Sety va afirmar que en la seva vida passada com a Bentreshyt, al temple tenia un jardí, on havia conegut per primera vegada Seti I. Les seves descripcions de jove no eren cregudes pels seus pares, però mentre vivia a Abidos, es va trobar el jardí on va dir que es trobaria. Les excavacions van descobrir un jardí que coincidia amb les seves descripcions.
Cada matí i nit anava a visitar el temple per recitar les oracions del dia. Durant els aniversaris d’Osiris i Isis observava les antigues abstencions alimentàries i portava ofrenes de cervesa, vi, pa i galetes de te a la capella d’Osiris. El Lament d’Isis i Osiris, que va aprendre de nena, també seria recitat. Va convertir una de les habitacions del temple en un despatx personal, on va desenvolupar la seva feina i es va fer amiga d'una cobra a la qual alimentava regularment, davant l'alarma dels guàrdies del temple.
Ella va descriure el temple de Seti com si entrés en una màquina del temps, on el passat es converteix en el present i la ment moderna té dificultats per comprendre un món on s'accepta la màgia. Va afirmar que les escenes representades a les parets del temple eren actives en la ment dels antics egipcis a dos nivells. En primer lloc, van fer que les accions mostrades fossin permanents. La pintura del faraó oferint pa a Osiris, per exemple, feien continuar les seves accions mentre es mantingués la representació. En segon lloc, la imatge podria ser animada per l'esperit del déu, si la persona es posés davant la representació i cridés el nom del déu.

## Observacions d'Omm Sety sobre les comunitats supervivents
Omm Sety va observar que, tot i que les dones modernes del poble podien tenir control de la natalitat gratuïta, no ho volien. "Si es perden un any sense tenir un fill, corren per tot arreu, fins i tot al metge! I si això no funciona, provaran tota mena de coses". Aquestes inclouen aproximar-se a una imatge del temple d'Isis a Abidos ("la Bona Dama"), Hathor a Denderah, una estàtua de Senusret III al sud d'Abidos, una estàtua de Taweret al museu del Caire i les piràmides de Guiza.
També va informar de com la gent vindria a cercar una cura per a la impotència. Per a aquestes persones realitzaria un ritual basat en els textos de la piràmide. Sempre va funcionar. L'ús d'Heka sense Maat era contrari a la "voluntat dels déus", de manera que es va concentrar a guarir la gent o a lliurar-los dels "efectes dels encanteris malignes". Segons un conegut, "Omm Sety no faria cap mal a ningú tret que ell o ella li fessin mal".
Va dir que els mètodes inusuals d'alimentació del nadó utilitzats a l'època moderna a Egipte, com la subministració de llet materna a través d'un bol, feien ressò d'escenes similars de l'època faraònica. El pentinat lateral del cabell del jovent que portaven els antics nens egipcis va sobreviure amb alguns nens camperols egipcis moderns, que es van quedar amb una malla de cabell després que la resta es rapés durant la primera tallada de cabells. Els nois egipcis de l'antiguitat van ser circumcidats, probablement per motius d'higiene, i va creure que els jueus van recollir aquesta tradició, que al seu torn va ser transmesa als musulmans moderns. Molts jocs i joguines modernes per a nens també eren jugats per nens a l'antic Egipte.
Omm Sety va observar que el Sidrat al-Muntaha (en català: Arbre de Lotus del Límit), esmentat a l'Alcorà amb fulles inscrites, es compara amb les antigues escenes del temple egipci en què es mostra un déu inscrivint el cartutx real sobre fulles que adornen l'arbre de la vida.
Únicament per a una terra musulmana, Omm Sety va assenyalar que els pobles egipcis moderns tenien un costum de forma de dol molt visible. Ella ho va atribuir a l’antiga herència d’Egipte. Aquests costums es van registrar per primera vegada als textos de les piràmides durant el tercer mil·lenni aC. Va comparar altres rituals moderns de la mort amb pràctiques antigues, per exemple, vigilar els morts (tot i que està en desacord amb l'ensenyament islàmic oficial), perfumar els morts, vaixells a les tombes, llums per als morts, la pràctica moderna dels camperols de pa a la safata dels difunts i rentant els draps dels difunts. Omm Sety va observar que al Baix Egipte modern, la "gent antiga" creia que els estels del cel nocturn representaven els morts, i assenyala que en els textos de la piràmide també es creia que els difunts reials eren estels. La pràctica del temps d'Omm Seti de no tallar-se els cabells ni afaitar-se com a signe de dol també es troba a l'antic Egipte.
Tot i que no forma part de l'ensenyament islàmic oficial, va assenyalar la creença generalitzada entre els egipcis moderns, educats i sense educació, que cada humà tenia una "qarina", un component espiritual separat de l'ànima, i ho va comparar amb l’antiga creença egípcia al Ka d'una persona. Els antics egipcis creien que l'ombra d'una persona era una part intrínseca de l'home, i Omm Sety va assenyalar que els camperols de l'Egipte modern tenien creences similars i tractaven l'ombra amb precaució.
Va comparar la creença egípcia moderna en Ifrits (éssers demoníacs que apareixen cap per avall) amb els éssers demoníacs cap per avall que apareixen als textos de les piràmides. Els antics egipcis creien en Heka, la "màgia", i feien servir amulets protectors amb encanteris escrits. Va comparar-ho amb les pràctiques modernes, que feien venedors pobres a les places del mercat, en què s'inscriuen versos de l’Alcorà o s'inclouen en amulets.
Tant els egipcis antics com els moderns creien habitualment en la possessió espiritual i practicaven tècniques per alliberar la víctima. Els exemples sobreviuen des de temps antics que mostren com una estàtua d’un déu, propiciada amb ofrenes, va portar l’alliberament d’una persona posseïda. En l'època moderna, la persona que presideix aquest ritual s'anomena "shaykh" i, de manera similar a les pràctiques antigues, es fan ofrenes a l'esperit que ha residit en la persona. Una forma alternativa és una cerimònia anomenada "butadjiyya", en què es reciten paraules de l’Alcorà amb el pacient immers en el fum de l'encens. Un mètode cristià implica un pelegrinatge a una església copta a Mit Damsis. Després de deu dies sense rentar-se, s'espera que aparegui Sant Jordi i que perforarà el peu del pacient del qual sortirà el dimoni.
Omm Sety creia en els poders guaridors de l'aigua de certs llocs sagrats. Ella es va guarir a si mateixa saltant a la piscina sagrada de l'Osireion totalment vestida. També va guarir altres persones que utilitzaven aquest mètode. Per exemple, un nadó amb problemes respiratoris que li van portar els seus pares es va recuperar després d'utilitzar aigua de l'Osireion. Omm Sety va informar que ja no necessitava ulleres, que es va guarir d'artritis i apendicitis mitjançant les aigües de l’Osireion.
Juntament amb Kent Weeks, estava interessada i era molt coneixedora del tema de la medicina popular. Assenyala que els tractaments utilitzats avui dia es poden remuntar a través de textos egipcis antics que associen els arbres en particular utilitzats amb deesses com Hathor i Isis. Omm Seti va registrar que molt després de la conversió d'Egipte a l'Islam, el poder dels "vells déus" encara era reconegut. Al-Maqrizi va registrar que després que d'un fanàtic "shaykh" havia desfigurat la cara de l'Esfinx, la terra cultivada al voltant de Guiza va ser envaïda i coberta de sorra. A diferència dels déus associats a la fertilitat, va assenyalar el temor inspirat en alguns egipcis moderns per una estàtua de la deessa Sekhmet, tot i que desconeixien els relats de l'antic Egipte que l'associen a la destrucció de la humanitat.
Una creença comuna entre la gent del poble es relaciona amb un "home del sac" i un "terrorista", anomenat Ba Bah, i es compara amb l'obscur déu egipci antic Bwbi que va invocar el terror de manera similar. Els vilatans de la ciutat d'Arabet Abydos van informar que de tant en tant havien vist un "gran vaixell daurat" surant sobre un llac únic. Omm Sety va assenyalar que els vilatans desconeixien l’antiga obra de misteri egípcia, una vegada promulgada a Abidos, que implicava una barca Neshmet. Els vilatans, inconscientment, van observar l'aparició on abans hi havia hagut un llac sagrat.
Els costums populars associats a la Pasqua, observats tant pels coptes com pels musulmans, van ser considerats per ella probablement originaris de l'antic Egipte. El "Dimecres del treball", durant la setmana anterior al diumenge de Pasqua, es pren un bany i es frega el cos amb una planta, "Amarant Egipci", anomenada "ghabira" pels musulmans i "damissa" pels coptes. Creuen que Job, de la Bíblia, va guarir la seva lepra per mitjans similars. En absència de qualsevol autoritat bíblica per a aquest esdeveniment, especula que es basa en els textos de les piràmides en què el rei utilitza la mateixa planta per purificar-se.
Entre desembre i gener (el mes de Koiak als calendaris egipcis i coptes), els musulmans i els coptes, però principalment aquests darrers, sembren petits jardins que es creu que aporten prosperitat a la llar quan brollen. Omm Sety creia que això s'origina amb l'antiga pràctica egípcia de sembrar "jardins d'Osiris" i "llits d'Osiris" durant el mes de Kiahk. La vegetació que brotava simbolitzava la resurrecció. Andrew Strum assenyala una pràctica similar entre els jueus egipcis, en aquest cas relacionada amb l'expiació del pecat, i també especula que això té els seus orígens en les creences osirianes de l'antic Egipte.
Omm Sety va detallar moltes altres pràctiques modernes transmeses des de temps antics en breus articles escrits entre el 1969 i el 1975. Aquests van ser editats i publicats per l'egiptòloga Nicole B. Hansen el 2008, sota el títol "Omm Sety's Living Egypt: Surviving Folkways from Pharaonic Times", amb un pròleg de Kent Weeks i una introducció de Walter A. Fairservis.

## Anys posteriors
Quan va arribar als seixanta anys el 1964, Omm Sety es va veure obligada a retirar-se pel Departament d'Antiguitats i li van aconsellar de cercar feina a temps parcial al Caire. Va anar al Caire, però només s'hi va quedar un dia, abans de tornar a Abidos. El Departament d'Antiguitats va decidir fer una excepció a les regles de l'edat de jubilació i li va permetre continuar la seva feina a Abidos durant cinc anys més, fins que es va retirar el 1969. La seva pensió de 30 dòlars mensuals es va complementar amb un negoci de costura a amics i turistes, que també portaven regals de roba, menjar i material de lectura.
Va començar a treballar com a consultora a temps parcial per al Departament d'Antiguitats, guiant els turistes pel temple de Seti i explicant el simbolisme de les escenes de paret pintades. El 1972 va patir un infart lleu i, després de les seves conseqüències, va decidir vendre la seva antiga casa i traslladar-se a una zareba (una habitació individual destartalada de canyes). Ahmed Soliman, el fill del guardià del temple de Seti, va construir una senzilla casa de maó de fang al costat de la casa de la seva família on Omm Sety es va traslladar i va viure formant part de la família Soliman. Va informar al seu diari que, quan es va traslladar per primera vegada a la seva nova llar, se li va aparèixer Seti I i va dur a terme un ritual que va consagrar l'habitatge, inclinant-se amb reverència cap a les petites estàtues d'Osiris i Isis, que guardava en un petit nínxol de santuari.
Durant aquesta visita, Seti va descriure l'única vegada que va veure el déu Seth, el seu homònim. Com a preludi de la trobada amb Seth, va dejunar deu dies abans d'entrar a la capella de la Gran Força, on el déu va aparèixer amb "una bellesa que no es pot descriure". En sentir que era l'esperit de tot el que era cruel i malvat, Seti va fugir al so d’una rialla burleta del déu, per no servir mai més a Seth. Va aconsellar que "no s'ha de servir a un ésser maligne, fins i tot si sembla que té un atribut o una funció bona o útil". Seti va fer diverses visites durant les setmanes següents, durant les quals va donar la seva opinió sobre la història grega de Atlantis (un cretenc li havia dit una vegada que les illes de l'Egeu eren les cimes de les muntanyes d'una gran terra que s'havia enfonsat al Mediterrani) i els orígens d'Osiris ("el nostre Senyor va venir d'Amenti, d'on va tornar").

### Relació amb altres egiptòlegs
Omm Seti va conèixer tots els principals egiptòlegs del seu dia durant la seva estada a Abidos. Lanny Bell i William Murnane de Chicago House van recordar haver anat "fins a Abidos a veure Omm Sety, prendre un te al seu lloc" i després veure els temples amb ella. John Romer va recordar que portava una ampolla de vodka a casa seva i que Omm Sety es divertia explicant les històries una mica més descarnades dels déus i deesses.
Va parlar de Ramsès II, el fill de Seti I, a qui sempre veia d’adolescent, com quan Bentreshyt el va conèixer per primera vegada. El considerava, en comú amb altres egiptòlegs, com "el més difamat de tots els faraons" a causa dels relats bíblics que el descrivien com el faraó de l'opressió i el massacre de nadons, trets que es contradiuen amb els registres contemporanis. Kenneth Kitchen, expert en aquest període, la va considerar "una autèntica Ramèsida". Va dir que hi havia "una certa veritat en el seu enfocament familiar" i que "va arribar a tota mena de conclusions perfectament assenyades sobre el material objectiu real del temple de Seti".
Nicholas Kendall, de la National Film Board del Canadà, va visitar Egipte el 1979 per fer un documental, The Lost Pharaoh: The Search for Akhenaten. Donald Redford, que havia dirigit un equip que recentment va desenterrar material relacionat amb el regnat d'Akhenaton, va demanar a Omm Sety que aparegués a la pel·lícula. Ella, en comú amb altres egiptòlegs, no considerava el rei com un idealista romàntic dedicat a un déu universal, sinó un "iconoclasta autoritari d'una sola via que empalava captius i deportava poblacions".
A l'octubre de 1980, Julia Cave i un equip de la BBC van arribar a Abidos per filmar el documental Omm Sety and Her Egypt. Amb entrevistes amb els egiptòlegs T. G. H. James i Rosalie David, es va descriure Abidos i les excavacions que s'havien dut a terme. Va comptar amb una àmplia aportació d'Omm Sety, la qual utilitzava muletes a causa del seu deteriorament de la salut. El documental es va emetre a la BBC 2 el maig del 1981. The Times va escriure sobre el documental: "un somriure incrèdul es va congelar als meus llavis mentre veia la pel·lícula de la crònica de Omm Sety and Her Egypt. Podria estar absolutament positiu que va ser tot un rentat d'ulls. Per descomptat, no podia. I tampoc podreu vosaltres. En qualsevol cas, és un documental meravellós". En el moment en què la BBC gravava el seu documental, la productora nord-americana Miriam Birch va demanar a Omm Sety que comparegués juntament amb els egiptòlegs Kent Weeks i Lanny Bell, en un documental que el National Geographic Channel estava filmant, Egypt: Quest for Eternity. Es va concentrar en Ramsés II, fill de Seti I. El rodatge va tenir lloc el març del 1981, coincidint amb la setanta-setena festa d'aniversari d'Omm Sety a Chicago House, on es va filmar. Tenia molt de dolor, però rebosava d'alegria, i l'equip de filmació la va portar fins al temple de Seti per filmar-la. Aquesta havia de ser la seva última visita al santuari en què creia haver servit de sacerdotessa 3.000 anys abans.
Omm Seti havia dit una vegada: "La mort no té cap terror per a mi ... Faré tot el possible per passar el Judici. Aniré davant d'Osiris, que probablement em donarà algunes mirades brutes perquè sé que he comès algunes coses que no hauria d'haver fet". Com que els musulmans i els cristians no deixarien enterrar "un pagà" als seus cementiris, Omm Sety va construir la seva pròpia tomba subterrània decorada amb una falsa porta. Per aquesta porta es creia que el Ka viatjava entre aquest món i el següent, i estava gravat amb una oració d’ofrena d’acord amb les creences antigues. El personal de Chicago House li va regalar una imitació de la figureta Uixebti per col·locar-la a la tomba. El 10 d'abril de 1981 va regalar els seus dos gats perquè el seu estat es deteriorava. El 15 d'abril va rebre una carta d'Olivia Robertson confirmant que Omm Sety havia estat inscrita a la Comunitat d'Isis, un moviment espiritual interreligiós centrat en la deessa, el 23 de març. El 21 d'abril de 1981, Omm Sety va morir a Abidos. L'autoritat sanitària local es va negar a permetre que fos enterrada a la tomba que havia construït, de manera que va ser enterrada en una tomba no marcada, orientada a l'oest, al desert, fora d'un cementiri copte.

## Possibles jaciments per a exploració arqueològica
A principis de la dècada de 1970, poc després de la mort de Nasser, Omm Sety va revelar que creia que coneixia la ubicació de la tomba de Nefertiti, però mostrava certes reticències a revelar el seu "lloc més improbable", ja que a Seti I no li agradava Akhenaton pel seu intent de suprimir l'egipci tradicional i les seves pràctiques religioses. "No volem que es conegui res més d'aquesta família". Va descriure la ubicació de la tomba com a propera a la de Tutankamon, cosa que contraria a l'opinió vigent de llavors que no es trobarien més tombes noves a la Vall dels Reis. El 1998, el grup ARPT dirigit per Nicholas Reeves va començar a explorar la zona de la tomba de Tutankamon, basant-se en dues anomalies trobades durant un sondeig de sonar el 1976. Durant l'excavació es van descobrir dos segells no perturbats de l'escriptor de la dinastia XX Wen-nefer, una persona coneguda el segell de la qual s'ha trobat a moltes tombes de la vall. Una exploració de radar el 2000 va produir proves de dues cambres buides, però el treball es va aturar a l'espera d'una investigació sobre el robatori d'antiguitats. El 2006, Otto Shaden, en una excavació totalment no relacionada, va irrompre accidentalment en una de les "anomalies" (posteriorment numerada KV63), que contenia exemples particularment bons de subministraments de momificació utilitzats per a un enterrament reial, presumiblement a prop. L'opinió de Reeves és que és probable que la segona "anomalia" sigui una tomba "no pertorbada". L'agost de 2015 es va publicar un nou article de l'egiptòleg Nicholas Reeves, que probablement confirmaria la troballa.
Tot i que el públic en general tendeix a centrar-se en la bellesa dels artefactes egipcis antics, els estudiosos valoren molt els textos que revelen més coses sobre la història i les creences religioses. Des que Edgar Cayce, un clarivident d'origen presbiterià, va afirmar que, en estat de trànsit, trobava un "Saló dels Rècords" a la zona de l'Esfinx, on s'han repetit intents de trobar la seva suposada ubicació. Al 1973, Omm Sety va recordar que havia preguntat a Seti I per aquestes sales dels registres. Va respondre que cada temple tenia un dipòsit de llibres ("Per-Medjat"), però que el adjunt al temple d'Amon-Ra a Luxor contenia tots els documents importants "de l'època dels avantpassats", inclosos els que van sobreviure al convulsió política al final de la dinastia VI. Al 1952, Omm Sety va traduir per Abdul Kader les inscripcions de les estàtues de Ram que havia descobert del temple de Luxor. Havien estat trobades a la zona on Seti situava el Saló dels Rècords. Contràriament a la pràctica normal d’aquest tipus d’estàtua, no hi havia cap escriptura a la part posterior, que suggereixi que alguna vegada s'havien col·locat contra un mur o edifici desconegut. Basant-se en la descripció de Seti i la ubicació dels Rams, tant ella com el Dr. Zeini van creure que és probable que el Saló dels Rècords estigui situat sota el modern edifici que alberga la Lliga Socialista Àrab.

## Opinions dels egiptòlegs
Segons el desaparegut John A. Wilson, cap de l'Institut Oriental, i anomenat "degà de l'egiptologia americana" pels contemporanis, indicava que Omm Sety mereixia ser tractada com "una erudita responsable". Va ser una font per a estudis moderns, intentant comprendre com les pràctiques religioses antigues tradicionals han sobreviscut fins als temps moderns, com a "costums populars" practicats pels coptes i musulmans egipcis moderns. A diferència d'altres persones que afirmaven ser figures reencarnades de l'antic Egipte, els egiptòlegs van tractar-la amb respecte i, tot i que ningú va subscriure públicament els fenòmens que va informar, ningú va dubtar de la seva sinceritat i molts han utilitzat les seves observacions de l'Egipte passat i present com a font fiable material.
Kent Weeks va escriure que els erudits "mai van dubtar de la precisió de les observacions de camp d'Omm Sety. Com a etnògraf, participant-observadora de la vida moderna del poble egipci, Omm Sety ha tingut pocs iguals. Els seus estudis es mantenen fàcilment al costat de les obres de Lane, Blackman, Henein i altres que han examinat les llargues i fascinants tradicions culturals d'Egipte".
Els egiptòlegs que coneixien Omm Sety van quedar impressionats pel seu coneixement de l'antic Egipte. Klaus Baer, de l'Institut Oriental, va comentar que "tenia visions i adorava els déus egipcis antics. Però va entendre els mètodes i els estàndards de la formació, que no sol ser el cas dels fruits secs, ni tampoc "desitjava convertir ningú". Omm Sety va quedar impressionada per Hermann Junker, "un dels ancians de l'arqueologia del segle XX", que havia ensenyat a Selim Hassan. Va defensar un enfocament més honest en l'estudi de la religió egípcia antiga, creient que "ningú no havia fet un esforç real per aprofundir-hi prou". Ella admirava la seva mentalitat oberta, sobretot perquè Junker també era sacerdot catòlic. Un egiptòleg assenyalat, que no volia ser nomenat, va comentar: "Em va quedar profundament commocionat quan, una nit, vaig assistir a una festa del doctor Ahmed Fakhry darrere de la Gran Piràmide ... i sota la lluna plena hi havia el ventre de Dorothy Eady ballant! No em podia creure el qye veien els meus ulls". William Murnane de l'Institut Oriental va recordar "sempre va ser un plaer estar amb ella i escoltar el que deia ... realment no es podia prendre res més que seriosament".
Kenneth Kitchen, autor de les "Inscripcions Ramesside", de set volums, va descriure Omm Sety com una "veritable ramèsida" que "va arribar a tota mena de conclusions sobre el material objectiu real del temple de Seti, que també pot haver coincidit amb coses que ella sentia que sabia d'una altra manera... i això va donar bons resultats". Donald Redford va convidar a Omm Sety a aparèixer al documental "The Lost Pharaoh" (en català: "El faraó perdut"), en el qual dona la seva descripció d'Akhenaton, incloent una visió negativa de la revolució religiosa, on va intentar (comparant-lo amb l'aiatol·là Khomeini - "un fanàtic"), un punt de vista àmpliament compartit per erudits com Seton-Williams i Redford.
John A. Wilson, de l'Institut Oriental de Chicago, va elogiar el seu llibre "Abydos, Holy city of Ancient Egypt" per la seva "cobertura completa de tots els elements antics d'Abidos". Durant una visita a la Gran Piràmide d'un equip japonès amb equips de detecció sofisticats, un egiptòleg anglès, amb els gestos d'aprovació d'altres, va dir: "Si Omm Sety encara estigués aquí, prendria la seva paraula on es poden trobar les coses, qualsevol dia, sobre els equips més moderns que hi ha". William Simpson, professor d'Egiptologia a Yale, va considerar que Omm Sety era una "persona encantadora" i va pensar que "molta gent a Egipte l'avantatge d'ella perquè més o menys intercanviava els seus coneixements sobre l'antic Egipte escrivint o ajudant a la gent fent redaccions per a ells per una misèria". El doctor Labib Habachi, un dels "dos principals arqueòlegs egipcis del seu temps" i una gran admiradora de l'obra de Dorothy Eady, afirmava que era una escriptora fantasma.
James P. Allen va comentar: "De vegades no estaves segur de si Omm Sety no t'estirava de la cama. No és que fos fals en el que deia o creia (no era absolutament una estafadora), però sabia que algunes persones la miraven com si fos un crack, així que es va alimentar d’aquesta noció i et deixava anar amb qualsevol de les seves idees... Creia prou per fer-la fantasmagòrica i, de vegades, et feia dubtar del teu propi sentit de la realitat". Lesko va escriure: "Va ser una gran ajuda per als erudits egipcis, especialment Hassan i Fakhry, corregint el seu anglès i escrivint articles en anglès per a altres persones. Així, aquesta anglesa poc educada es va convertir a Egipte en una delineanta de primera línia i escriptora prolífica i amb talent que, fins i tot sota el seu propi nom, va produir articles, assajos, monografies i llibres de gran abast, enginy i substància". William Golding va escriure sobre els egiptòlegs que va conèixer en els seus viatges per Egipte als anys vuitanta que estaven "tan disposats al misteri com qualsevol infant hauria pogut desitjar". Quan "va sorgir la pregunta d'una estimada dama que es creia sacerdotessa d'un temple en particular, no la van descartar com a petita però van acordar que tenia alguna cosa".

## Altres opinions
Carl Sagan considerava a Omm Sety com "una dona viva, intel·ligent i dedicada que va fer contribucions reals a l'egiptologia. Això és cert si la seva creença en la reencarnació és un fet o una fantasia". Va considerar que aquests fenòmens tenien les seves arrels en la por a la mort i que la humanitat solia buscar tranquil·litat en alguna forma d'ultratomba. Va assenyalar que no hi havia cap registre independent, a part dels seus propis comptes, per verificar el que afirmava. Segons la seva opinió, tot i que "funcionava de forma sòlida i constructiva en la majoria dels aspectes de la seva vida adulta", " va portar fortes fantasies infantils i adolescents a l'edat adulta. Un psiquiatre especialitzat en el comportament dels adolescents va especular que la caiguda de les escales de Dorothy Eady quan era nen pot haver provocat danys al locus ceruli, que podrien haver provocat una dislocació del seu entorn que resultaria en l’abraçament d’una obsessió. El psicòleg Michael Gruber va assenyalar que Omm Sety vivia "una vida funcional en l'anomenada realitat quotidiana", incloent treballs en egiptologia, brodats, fabricació de joies i socialització amb la gent. Les seves experiències reportades van enriquir la seva vida tant que "seria una pèrdua extrema haver-la vist simplement com algú que al·lucinava". Un article del New York Times del 1987 descrivia una biografia d'ella com una "intrigada i convincent història" d'un cas modern sobre la creença en la reencarnació.

## Publicacions d'Eady
- "A Dream of the Past", 1949, Egyptian State Tourist Board[7]
- "A Question of Names", 1970, American Research Centre in Egypt, Newsletter 71, p. 10–15[7]
- "Some Miraculous Wells and Springs of Egypt", 1970, American Research Centre in Egypt, Newsletter 75, p. 17–22[7]
- "Warding off an Eclipse" 1972, American Research Centre in Egypt, Newsletter 80-, p. 25–27[7]
- "Omm Sety's Abydos", 1979–80, 1982, Journal of the Society for the Study of Egyptian Antiquities[111]
- "Abydos: Holy City of Ancient Egypt", 1981, amb H. El Zeini[112]
- "Survivals from Ancient Egypt"[113]
- "Pharaoh: Democrat or Despot", amb Hanny El Zeini, no publicat.[111]